# 巴伯济耶尔
巴伯济耶尔（法語：Barbezières，法語發音：[baʁbəzjɛʁ]）是法国夏朗德省的一个市镇，属于孔福朗区。

## 地理
巴伯济耶尔（45°54'40"N, 0°5'26"W）面积9.29 平方千米，位于法国新阿基坦大区夏朗德省，该省份为法国西部内陆省份，北起德塞夫勒省和维埃纳省，东临上维埃纳省，东南至多尔多涅省，南至多爾多涅省，西接滨海夏朗德省。
与巴伯济耶尔接壤的市镇（或旧市镇、城区）包括：吕普索、奥拉杜尔、朗维尔-布勒约、韦尔迪耶、希沃。

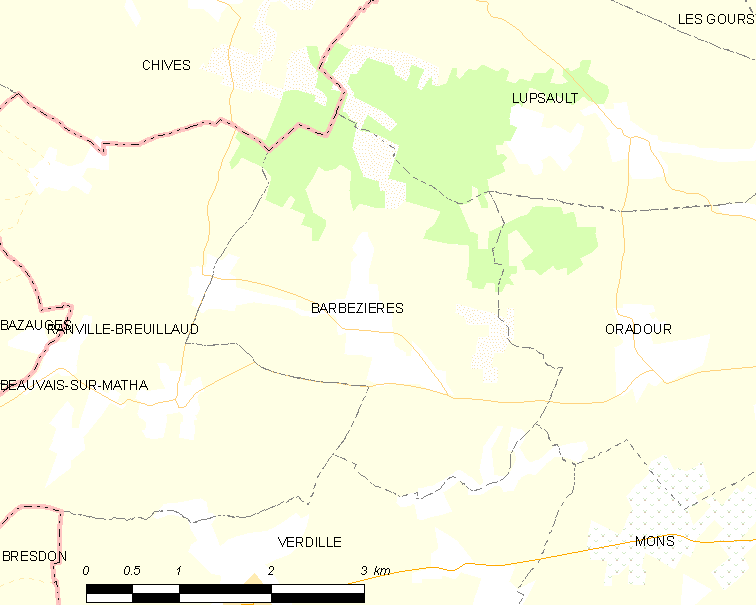
巴伯济耶尔的OSM定位图

巴伯济耶尔的时区为UTC+01:00、UTC+02:00（夏令时）。

## 行政
巴伯济耶尔的邮政编码为16140，INSEE市镇编码为16027。

## 政治
巴伯济耶尔所属的省级选区为夏朗德北县。

## 人口

1962-2008年间巴伯济耶尔人口变化图示

巴伯济耶尔于2022年1月1日时的人口数量为137人。